# Tömítőpersely
A tömítőpersely egy közönséges tömszelence, amelyet a forgó vagy előre-hátra mozgó tengelyek folyadék elleni tömítésére használnak. A legismertebb példa a csaptelep, amelynél a tömítőperselyben rendszerint faggyúba vagy hasonló kenőanyagba mártott zsinór van. A tömszelenceszorító anyacsavar a tömítőanyagot úgy leszorítja, hogy az vízhatlan tömítést képez, és a vízcsap kinyitásakor megakadályozza a víz kifolyását a tengely mentén. A centrifugális szivattyú forgó tengelyén lévő tömítőperselyt hasonló módon lehet tömíteni, és a folyamatos működést grafitos kenőanyaggal lehet biztosítani. A hajózásban használt kettős működésű gőzdugattyú hajtórúdja körüli egyenes tömítést is tömítőperselynek nevezik. Hasonlóképpen, a kéziszivattyú vagy a szélturbinás szivattyú tengelyét, ahol a tengely átmegy a furaton, tömítőpersellyel szigetelik.

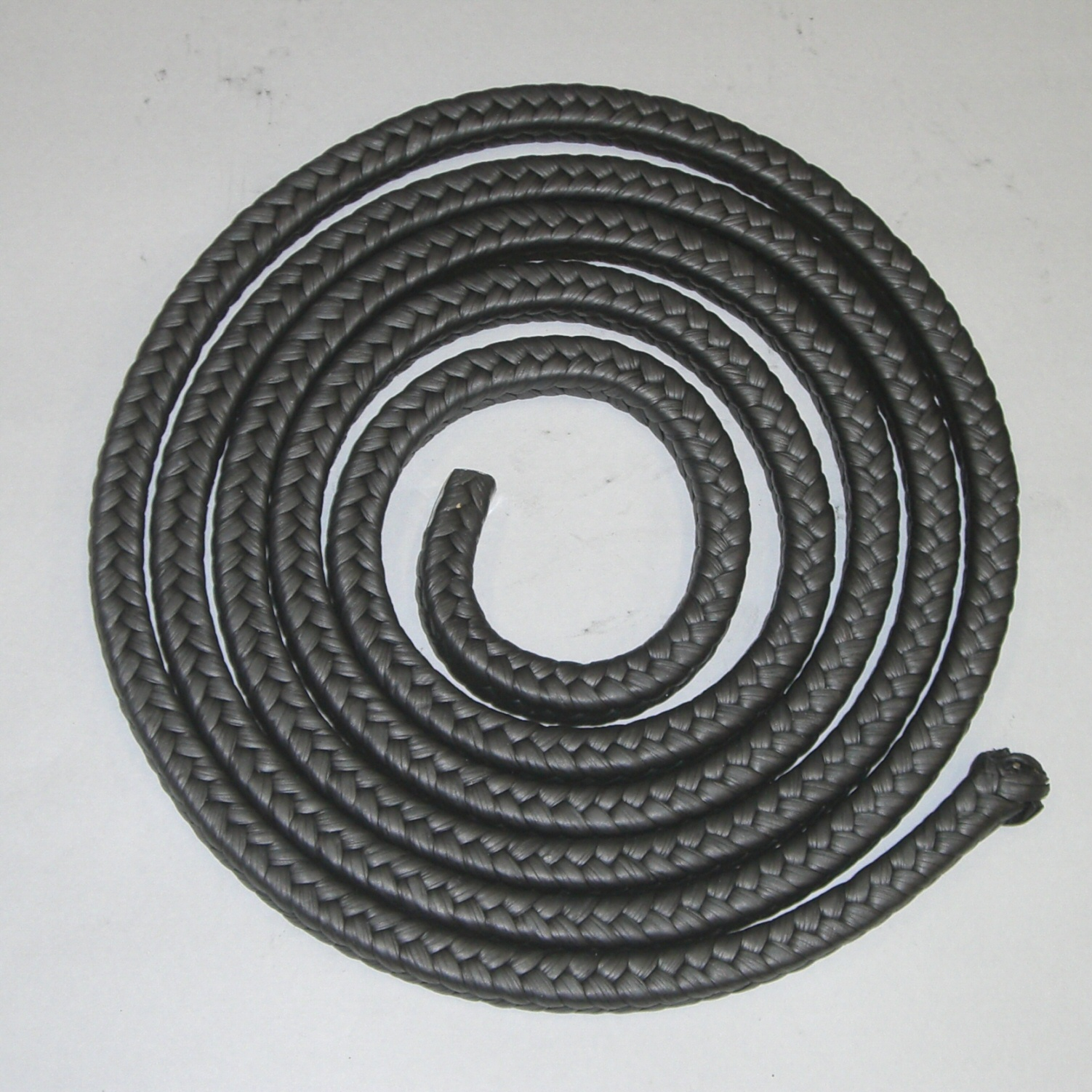
Tömszelencebetét
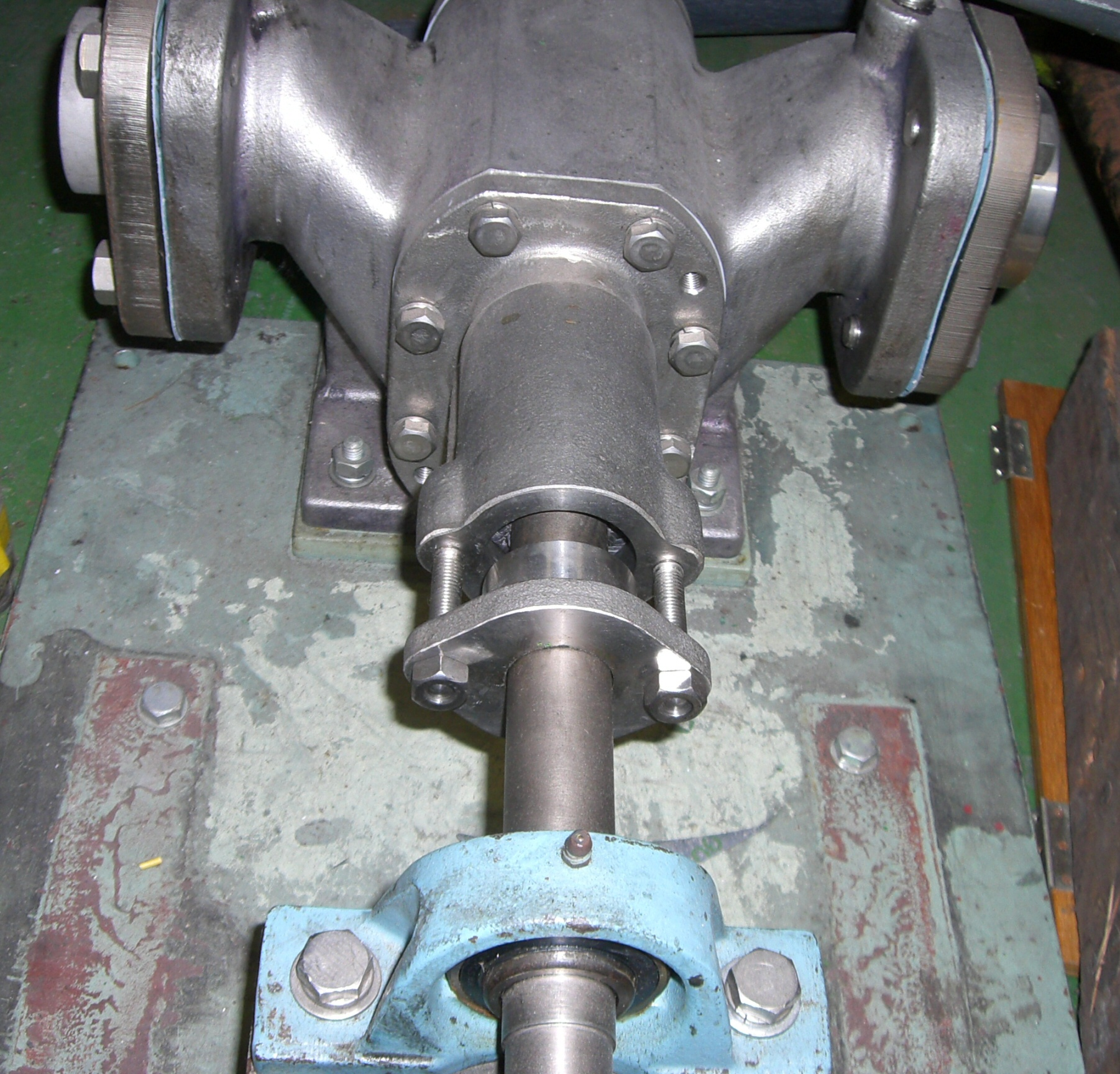
Szivattyú tömszelenceperselye
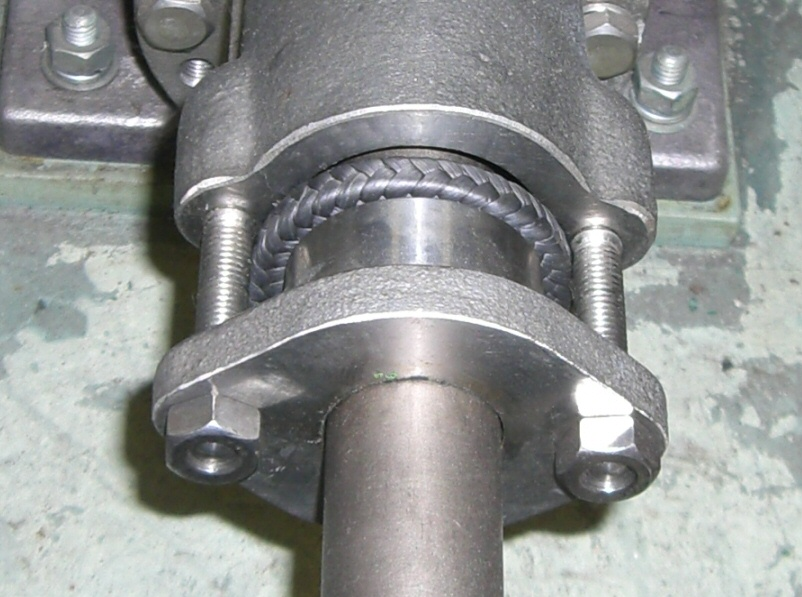
Tömítőzsinór
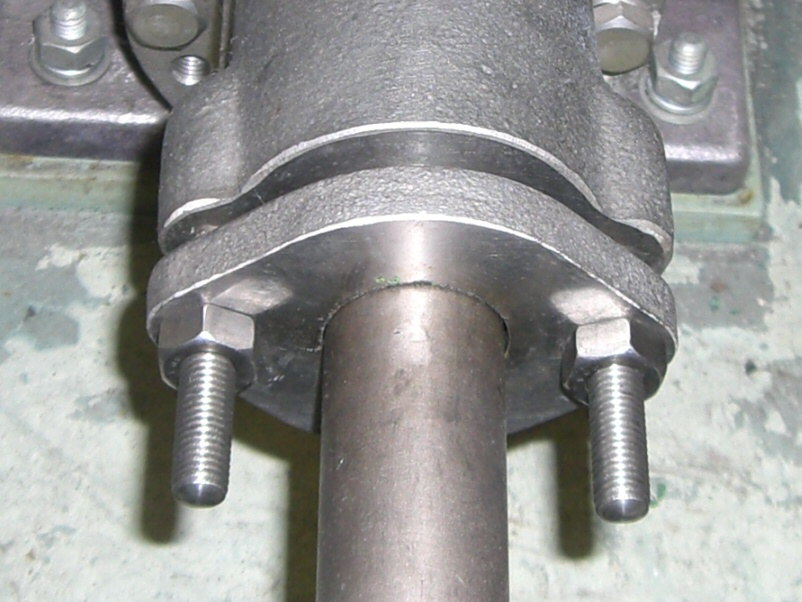
Mechanikus tömítés